# Francisco Ferreccio
Francisco Ferreccio (* 11. Juni 2005) ist ein argentinischer Hürdenläufer, der sich auf die 110-Meter-Distanz spezialisiert hat.

## Sportliche Laufbahn
Erste Erfahrungen bei internationalen Meisterschaften sammelte Francisco Ferreccio im Jahr 2024, als er bei den U20-Südamerikameisterschaften in Lima in 15,63 s den achten Platz über 110 Meter Hürden belegte und mit der argentinischen 4-mal-100-Meter-Staffel in 41,47 s die Silbermedaille gewann. Im Jahr darauf gewann er bei den Hallensüdamerikameisterschaften in Cochabamba in 7,94 s die Bronzemedaille im 60-Meter-Hürdenlauf hinter den Brasilianern Eduardo de Deus und Thiago Ornelas dos Santos. Ende April kam er bei den Südamerikameisterschaften in Mar del Plata im Vorlauf über 110 m Hürden nicht ins Ziel. 

## Persönliche Bestzeiten
- 110 m Hürden: 14,28 s (+1,0 m/s), 5. Oktober 2024 in Mar del Plata
  - 60 m Hürden (Halle): 7,94 s, 23. Februar 2025 in Cochabamba